# Olivier Bernard (compositeur)
Pour les articles homonymes, voir Olivier Bernard et Bernard.
 (décembre 2011).
Si vous disposez d'ouvrages ou d'articles de référence ou si vous connaissez des sites web de qualité traitant du thème abordé ici, merci de compléter l'article en donnant les références utiles à sa vérifiabilité et en les liant à la section « Notes et références ».
Olivier Bernard est un compositeur et musicien français, né en 1959.

## Biographie
Né en 1959, Olivier Bernard commence sa carrière d’instrumentiste auprès de personnalités aussi diverses que Michel Portal (MP Unit), Laurent Cugny (bigband Lumière), Philippe Lejeune (Groupe de Recherches Musicales), Philippe Delevingne (Le Procédé Guimard Delaunay). Toutes ces aventures nourrissent son désir d’écriture musicale. Sa passion du théâtre, de la danse et du cinéma le désigne naturellement à collaborer avec de nombreux créateurs.
On lui doit, entre autres, les musiques de plusieurs films coréalisés par Didier Bourdon dont Les Trois Frères, mais aussi de séries télévisées comme L'Instit et de nombreux documentaires (avec au son: Alessandri Pier). Il travaille auprès de comédiens et metteurs en scène de théâtre comme Michael Lonsdale, Patrick Rebeaud, Jean-Claude Cotillard (Moi aussi, je suis Catherine Deneuve et Les Journalistes) ou Denis Lavant. Le Parc Astérix lui demande également de mettre en musique de nombreux spectacles vivants.
Pédagogue et défenseur du cinéma d’auteur, il est professeur titulaire au Conservatoire de Paris, membre des World Soundtrack Awards et de l’Académie européenne du cinéma (présidée par Wim Wenders).

## Filmographie
- 1974 : La Comtesse perverse de Jesús Franco
- 1987 : Quotidien à la Une de Bernard Laboureau
- 1995 : Les Trois Frères de Didier Bourdon et Bernard Campan
- 2000 : Le Birdwatcher de Gabriel Auer
- 2006 : Madame Irma de Didier Bourdon et Yves Fajnberg
- 2014 : Les Trois Frères : Le Retour de Didier Bourdon, Bernard Campan et Pascal Légitimus